# Skalná
Skalná (Duits: Wildstein, Tsjechisch tot 1950: Vildštejn) is een stadje in de Tsjechische regio Karlsbad. De stad ligt in het Boheems Vogtland op 465 meter hoogte, niet ver van de Duitse grens.

## Geschiedenis
De oorsprong van de huidige stad ligt bij het Kasteel Vildštejn, die voor het eerst genoemd wordt in het jaar 1166. De plaats Vildštejn wordt zelf in 1224 voor het eerst genoemd. In het jaar daarna wordt Albert Nothafft von Wildstein als eigenaar genoemd. In de daarop volgende eeuwen zijn de stad en het kasteel meerdere keren van eigenaar gewisseld. Onder andere de families Ramsperg, Schlick, Wirsperg, Trautenberg, Helmfeld en Wolkenstein worden genoemdd als Heren van Vildštejn.
In de 19e eeuw werd Vildštejn zetel van een rechtbank, die plaatsnam in het kasteel. In 1865 kreeg de plaats de status van marktvlek. In 1900 werd Vildštejn aangesloten op het spoorwegennetwerk, nadat de bouw van de spoorlijn van Luby naar het stadsdeel Tršnice van Cheb was afgerond. Vijf jaar later kreeg de plaats weer een nieuwe status: Vildštejn was nu stad. Vanaf het jaar 1950 heeft de stad een nieuwe naam. Vildštejn was in Skalná veranderd.

Aš · 
Cheb · 
Dolní Žandov · 
Drmoul · 
Františkovy Lázně · 
Hazlov · 
Hranice · 
Krásná · 
Křižovatka · 
Lázně Kynžvart · 
Libá · 
Lipová · 
Luby · 
Mariënbad (Mariánské Lázně) · 
Milhostov · 
Milíkov · 
Mnichov · 
Nebanice · 
Nový Kostel · 
Odrava · 
Okrouhlá · 
Ovesné Kladruby · 
Plesná · 
Podhradí · 
Pomezí nad Ohří · 
Poustka · 
Prameny · 
Skalná · 
Stará Voda · 
Teplá · 
Trstěnice · 
Třebeň · 
Tři Sekery · 
Tuřany · 
Valy · 
Velká Hleďsebe · 
Velký Luh · 
Vlkovice · 
Vojtanov · 
Zádub-Závišín